# 4279 De Gasparis
4279 De Gasparis este un asteroid din centura principală, descoperit pe 19 noiembrie 1982, de Oss. San Vittore.